# 小森輝彦
小森 輝彦（こもり てるひこ、1967年（昭和42年）3月30日 - ）は、日本のオペラ歌手、声楽家（バリトン）。日本人初のドイツ宮廷歌手。

## 経歴
東京都出身。東京学芸大学教育学部附属高等学校卒業。1990年（平成2年）東京芸術大学音楽学部声楽科卒業、1992年（平成4年）同大学院音楽研究科オペラ専攻修了。文化庁オペラ研修所第9期生を経て、1995年（平成7年）文化庁在外芸術家派遣研究員として2年間ドイツのベルリン芸術大学に学ぶ。声楽を原田茂生、勝部太、中山悌一、ハラルト・シュタム、デヴィッド・ハーパーに、ドイツリート解釈をハンス・ホッター、ディートリッヒ・フィッシャー＝ディースカウ、エルンスト・ヘフリガー、ギゼラ・アンドレアス、アンドラーシュ・シフ等に師事。
ヨーロッパでの初舞台は1998年（平成10年）プラハ国立歌劇場における『椿姫』のジェルモン役。1998年（平成10年）に一時帰国して、ワーグナー『リエンツィ』（指揮･若杉弘、演出･栗山昌良）のオルシーニ、1999年（平成11年）にはドイツの現代作曲家ヴォルフガング・リームの『狂ってゆくレンツ（日本初演）』（新国立劇場：指揮･若杉弘、演出･実相寺昭雄）のレンツを演じた。2000年（平成12年）8月からドイツ、テューリンゲン州のアルテンブルク・ゲーラ市立歌劇場の専属第一バリトン歌手として契約し、12年間の間、劇場の看板歌手として活動した。2012年（平成24年）7月に同劇場との契約を打ち切り、2012年（平成24年）秋に日本に活動の拠点を移す。アルテンブルク・ゲーラ市立歌劇場での活動の傍ら、コットブス州立歌劇場、ハーゲン市立劇場、ツヴィッカウ市立歌劇場、ゲルリッツ市立劇場、ルードルシュタット市立劇場などにも客演した。2006年（平成18年）のザルツブルク音楽祭では祝祭大劇場でのヘンツェ作曲のオペラ『午後の曳航』首領役、2007年（平成19年）のジークフリート・マットゥス作曲のオペラ『コジマ』世界初演におけるニーチェ役、2009年（平成21年）のミラノ・トリノ9月音楽祭での細川俊夫作曲のオペラ『班女』吉雄役とヤロミール・ヴァインベルゲル作曲のオペラ『ヴァレンシュタイン』ドイツ初演におけるタイトル・ロールなど、現代音楽の重要なプロダクションで国際的な活躍をしている。
オペラ歌手としてのレパートリーは、カヴァリエ・バリトン（騎士的バリトン）からヘルデン・バリトン（英雄的バリトン）までを網羅し、演じた役は70を超える。『リゴレット』、『ナブッコ』、『さまよえるオランダ人』、『ドン・ジョヴァンニ』それぞれのタイトル・ロールをはじめとして、オペレッタやミュージカルまでと幅広い。日本でも昭和音楽大学オペラ情報センターだけで47件の出演歴が記録されている。
また、本場ドイツで培ったドイツ歌曲にも造詣が深く、2005年（平成17年）からは東京で毎年、ピアニスト服部容子とのデュオ・リサイタル・シリーズを展開し、テーマを定めたプログラミング、俳優の山本耕史を朗読に迎えてのブラームス歌曲集『ティークのマゲローネによるロマンス（美しきマゲローネ）』全曲演奏などを行ったほか、レコーディングも行っている。
東京音楽大学教授、東京音楽大学付属高等学校長として後進の育成にも注力している。

## 主な受賞歴
- 2000年度（平成12年度）五島記念文化財団オペラ新人賞[2]
- 第2回藤沢オペラコンクール第2位[3]
- 第6回ルクセンブルク国際声楽コンクール奨励賞[2]

## 主な楽界・社会活動
- 二期会会員（幹事：任期2022年（令和4年）3月31日まで）[7]
- 日本リヒャルト・シュトラウス協会常務理事[4]
- 日本声楽発声学会理事[4]
- 学校法人東京音楽大学評議員[8]

## 主なディスコグラフィー
- CD2枚組 リヒャルト・シュトラウス 歌曲集 小森輝彦：バリトン、井出徳彦：ピアノ 2019/6/21 日本アコースティックレコーズ[9] ※レコード芸術誌で準特選盤[4]
- CD5枚組 ベートーヴェン :交響曲全集（マルケヴィチ版）飯守泰次郎 東京シティ・フィルハーモニック管弦楽団 佐々木典子、小山由美、福井敬、小森輝彦 東京シティ・フィル・コーア、藤丸崇浩[9]

## エピソード
2007年（平成19年）に小学館『サライ』誌の「我が家の朝食」コーナーに畑中良輔のグリーン・ジュースが掲載されたが、その始まりは小森が畑中に紹介した書籍によるものだという。